# Fryderyk August (Brunszwik)
Fryderyk August (Brunszwik) (ur. 29 października 1740, zm. 8 października 1805) – niemiecki książę Brunszwiku z dynastii Welfów w latach 1792–1805 książę oleśnicki.
Był synem Karola I (księcia Brunszwiku) i Filipy Charlotty Pruskiej. 6 września 1768 ożenił się z księżniczką Friederiką Sophią Wirtemberską (1751–1789), córką księcia  Karola Krystiana Erdmana Wirtemberskiego (1716–1792). W ten sposób otrzymał od króla Fryderyka II tytuł najwyższego pana feudalnego Śląska, w księstwach oleśnickim i bierutowskim.  21 maja 1787 roku król Fryderyk Wilhelm II mianował go generałem piechoty.

## Odznaczenia
- kawaler Orderu Orła Czarnego